# بیاضه (لیبی)
بیاضه (به عربی: البیاضة) یک منطقهٔ مسکونی در لیبی است که در برقه واقع شده‌است. بیاضه ۷٬۴۳۲ نفر جمعیت دارد.